# Bangor Egyetem
A Bangor Egyetem (walesiül Prifysgol Bangor) egyetem Bangor városában, Gwynedd megyében, Észak-Walesben.
Az egyetemnek a városon kívül vannak kihelyezett tagozatai Wrexhamben is. 

## Elnevezése
2007. szeptember 1-jéig az egyetem a szövetségi Walesi Egyetem részét képezte, hivatalos neve Észak-Walesi Főiskola ("UCNW", Coleg Prifysgol Gogledd Cymru) volt. Később a neve Bangor Főiskola ("UCB", University College, Bangor, 1900–1995 Coleg Prifysgol, Bangor) lett, nem összekeverendő a Bangori Főiskolával (University College of Bangor), ami Maine állam Augusta városában található.
1995-től 2007. augusztus 31-ig az egyetem Walesi Egyetem, Bangor ("UWB" és a hivatalos kétnyelvűség miatt walesiül is: Prifysgol Cymru, Bangor - "PCB") néven volt ismert.

## Története
Az egyetemet 1884. október 18-án alapították Észak-Walesi Egyetemi Főiskola néven. A megnyitó beszédet Powis(sic) earlje tartotta.
Az egyetem eredetileg Penrhyn Arms Hotelben foglalt helyet, ahol az 58 diák és a 12 oktató maga is lakott, de 1911-ben egy sokkal nagyobb új épületbe költözött, ami ma a bölcsészkar fő épülete. Ezt Henry Hare építette és VII. Eduárd brit király avatta fel.
A diákok a diplomát a Londoni Egyetemtől kapták egészen 1893-ig, amikor az UWB a Walesi Egyetem egyik alapító intézete lett.
1898-ban a vöröstéglás Rathbone Accommodation Hall épületei épültek fel. Ezt az épületegyüttest Lady Rathbone-ról nevezték el, az egyetem egyik korai támogatójáról.
1965. november 22-én a Dean Street-i Elektronmérnöki Tanszék bővítésekor egy daru dőlt az épületre. A három tonnás ellensúly az eredeti épület második emeletnél találta el, harminc perccel azelőtt, hogy 80 új diák foglalta volna el. Az ellensúly a földszintig zuhant le.
2007-ben az egyetem független intézet lett, ennek ellenére a diplomákat még mindig a Walesi Egyetem adja ki.

## Neves diákok
- Danny Boyle (filmrendező) angol szakos volt